# Nothobranchius sp. nov. 'Lake Victoria'
Nothobranchius sp. nov. 'Lake Victoria' é uma espécie de peixe da família Aplocheilidae.
É endémica do Quénia.
Os seus habitats naturais são: marismas intermitentes de água doce.